# Carrizo (Spanje)
Carrizo is een gemeente in de Spaanse provincie León in de regio Castilië en León met een oppervlakte van 41,85 km². Carrizo telt 2.335 inwoners (1 januari 2016).